# 18285 Vladplatonov
A 18285 Vladplatonov (ideiglenes jelöléssel 1972 GJ) a Naprendszer kisbolygóövében található aszteroida. Ljudmila Ivanovna Csernih fedezte fel 1972. április 14-én.